# Canta l'epistola
Canta l'epistola è una novella di Luigi Pirandello, scritta nel 1911 e contenuta ne La rallegrata (e a sua volta in Novelle per un anno).

## Trama
La novella narra la vicenda del giovane Tommasino Unzio, che dopo aver raggiunto il suddiaconato presso il seminario, non trovando più soddisfazione nella fede abbandona gli studi religiosi. Il fatto comporta che i compaesani lo prendano per matto, in quanto non pago di aver minato un futuro comodo nell'investitura religiosa, diventa anche più introverso e anziché nella fede cerca requie nella contemplazione della natura e del cielo. E l'attenzione al minimalismo della natura lo conduce a causare un incidente (per l'innocua ingenuità di una ragazza) la cui conseguenza gli costerà la vita; ma senza cercare di sottrarsene, lo sfrutta invece come viatico verso la libertà e la pace definitive.